# Strohwitwer
Strohwitwer und Strohwitwe sind Bezeichnungen für in einer Ehe oder Beziehung lebende Partner, die zeitweilig allein leben, also „Witwer bzw. Witwe auf Zeit“ sind. Typischerweise tritt eine solche Situation bei Reisen ein, die nicht gemeinsam unternommen werden. Die Beziehung besteht dabei weiter, eine Fortsetzung des gemeinsamen Lebensalltags ist zu erwarten.
Es besteht keine Konvention darüber, wie lange der Beziehungspartner alleinstehend leben muss, um als Strohwitwer oder Strohwitwe bezeichnet werden zu können. So ist eine Trennung von lediglich einem Tag ebenso denkbar wie ein Zeitraum von mehreren Monaten.

## Begriffsherkunft
Der Ursprung und die Entwicklung der Begriffe Strohwitwer und Strohwitwe sind nicht eindeutig geklärt; es existieren unterschiedliche Möglichkeiten der Herleitung.
In Chemnitz sind 1399 als strobrute (Strohbraut) bezeichnete Mädchen belegt, die schon vor der Hochzeit ein Kind erwarten. Sie mussten sich zur Strafe mit einem Strohkranz auf dem Kopf trauen lassen, nachdem ihnen die Burschen nächtlich Strohmänner vor das Fenster gestellt hatten.
Neben Stroh ist auch Gras als Vorsilbe zu finden, vor allem im niederdeutschen Raum und auch in der englischen Sprache, dort als grass widow(er).
In der Barockzeit wird die Strohwitwe im Frauenzimmer-Lexikon von Amaranthes (Leipzig 1715) als eine nur scheinbare Witwe bezeichnet, deren Mann verreist oder abwesend ist. Nach dem Teutsch-Englischen Lexikon von Ludwig (Leipzig 1716) ist ein Strohwitwer im entsprechenden Sinn „a husband whose wife is in the straw, or whose wife lies in“ („ein Ehemann, dessen Frau im Stroh ist oder liegt“). Das englische grasswidower und schwedische gräsänkling sind jüngere Abweichungen dieser Bezeichnungen.
In Goethes Faust I wird das Bild des Strohs auf eine zurückgelassene Gattin angewandt: Dort klagt Marthe über ihren Ehemann Er geht stracks in die Welt hinein / Und lässt mich auf dem Stroh allein. Stroh steht hier offensichtlich für Bett. So kann Strohwitwe(r) als Bezeichnung für einen zwar liierten, aber dennoch allein – statt im gemeinsamen Ehebett – nächtigenden Partner erklärt werden, der sozusagen auf dem Stroh, also im Bett, alleinstehend ist.
Einer anderen Auffassung nach entstammt der Begriff einer Analogie aus dem 14. Jahrhundert. Demnach wurde die Umschreibung „scheinbare Braut“, mhd. strôbrût, für eine ledige Mutter, als Graswedewe auch für ein Mädchen, das auf dem Gras verführt wurde, verwendet. Da ihr Augenblicksliebhaber sie wieder verlassen hat, wurde sie damit zur Witwe gemacht.
Eine weitere Auslegung sieht den Ursprung in der Landwirtschaft des 16. bis 17. Jahrhunderts. Damals reisten Trupps junger Männer durch das Land, die sich im Sommer auf großen Landgütern als Landarbeiter verdingten. Oft halfen sie beim Sicheln und Mähen von Getreide. Die Frauen dieser Männer, die in den Heimatdörfern auf deren Rückkehr warteten, wurden landläufig als „Strohwitwen“ bezeichnet.